# Ivar Enger
Ivar Enger, pseudonim Zephyrous – norweski muzyk, gitarzysta blackmetalowej grupy Darkthrone. Grał na pierwszych trzech albumach zespołu Soulside Journey (1991), A Blaze in the Northern Sky (1992) oraz Under a Funeral Moon (1993). Co prawda ostatecznie opuścił Darkthrone dopiero w 1995, po wydaniu dwóch kolejnych płyt Transilvanian Hunger i Panzerfaust, lecz nie brał udziału w ich sesjach nagraniowych. Powodem odejścia z zespoły miały być objawy mizantropii, chęć odcięcia się od miasta i ludzi, choć szczegóły tego wydarzenia nie są znane, pozostali muzycy nie chcieli poruszać tego tematu na forum publicznym. Obecnie żyje na południu Norwegii, nie zajmując się muzyką.